# 粉紅枝瑚菌
粉紅枝瑚菌（學名：Ramaria formosa），俗稱美麗的珊瑚菌（beautiful clavaria）、英俊的珊瑚菌（handsome clavaria）、黃色尖頂（yellow-tipped-）和粉紅色的珊瑚菌（pink coral fung），是一種廣泛分佈在歐洲和北美的珊瑚菌。這種菌被廣泛地認為帶有少量毒性。這種菌是一種粉紅色的，多分枝的珊瑚狀真菌，其高度能達20 cm（8英寸）。在北美洲收集得來的粉紅枝瑚菌標本缺乏在歐洲收集得來的標本，這顯示北美和歐洲的粉紅枝瑚菌可能是兩個品種。

## 描述

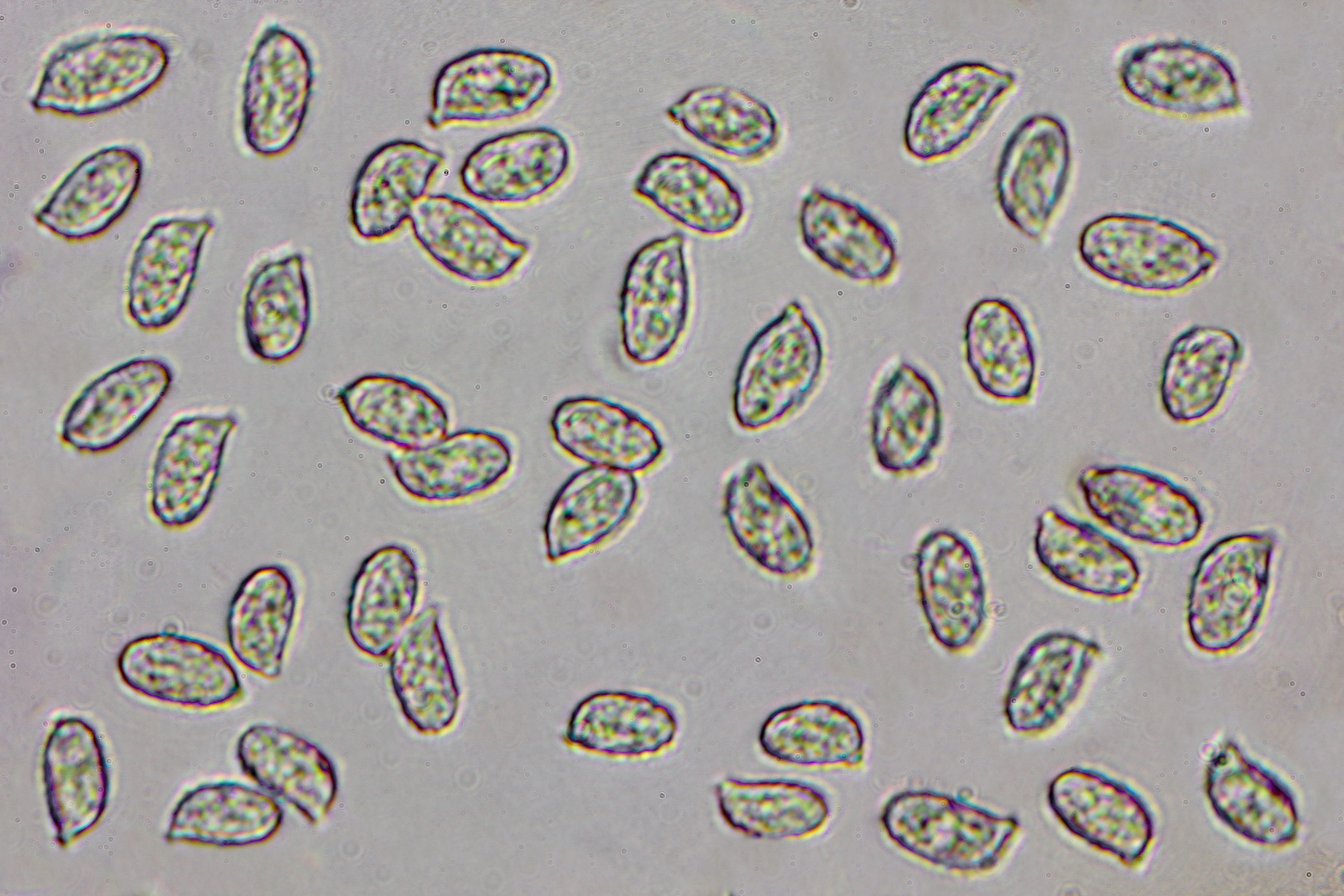
粉紅枝瑚菌的孢子

粉紅枝瑚菌的高度能達20 cm（8英寸）。這種菌擁有許多珊瑚狀的分枝，這些分枝源自真菌的底部，呈粉紅色。而這些分枝的尖頂的周長少於0.5厘米，呈黃色。菌肉呈白色，顯示這種菌並不是食用菌，因為食用菌的菌肉顏色都是黃色的。孢子印呈黃色。氣味是難聞的，而味道則是苦的。但是，苦的粉紅枝瑚菌只會在北美出現。

## 分類
起初，於1797年，粉紅枝瑚菌獲克里斯蒂安·亨德里克·帕森給予學名「粉紅珊瑚菌」（bClavaria formosa）。於1821年，伊利阿斯·马格努斯·弗里斯將枝瑚菌屬納入珊瑚菌屬。於1888年，呂西安·克萊將之重新歸類為枝瑚菌屬，並因此將之易為現名。而這種菌學名中的在拉丁語中有「英俊」、「美麗」的意思。粉紅枝瑚菌在分類上出現了一些爭議，因為其二名法的描述與珊瑚菌並不吻合。這可能是因為部份採自北美的樣本其實是另一個品種。

## 分佈及生境
粉紅枝瑚菌主要於秋季在歐洲和北美洲的山毛櫸上。而出現在美國西部地區的粉紅枝瑚菌則會在針葉樹上生長。

## 毒性
人們進食粉紅枝瑚菌後會引發急性胃腸道症狀、噁心、嘔吐、腹瀉和腸絞痛，而目前引致上述病症的毒素仍然不為人類所知。如果除去了分枝的尖頂，那麼粉紅枝瑚菌後將會變得可食用的。